# 钱塘江大桥
钱塘江大桥，又称钱江一桥，横跨浙江省第一大河流钱塘江的公铁两用桥。位于浙江省杭州市六和塔附近。大桥始建于1934年，完工于1937年。完工89天后，为阻滞日本入侵而被炸毁。在抗日战争中又有三次爆破，国共内战结束后又被爆破，期间只经历简易修复以维持通行，直至1953年彻底修复。1992年以前，是钱塘江上唯一的桥梁。这座大桥是中国自主设计和建造的第一座双层式公铁两用桥，其在中国桥梁史上具有重要意义。
自1990年代，为了保护钱江一桥，已经禁止货车通行。2006年，钱塘江大桥被国务院列为全国重点文物保护单位。

## 建设背景
钱塘江以涌潮著称，自钱塘江到杭州湾外，呈现出喇叭口状的河口，外口在上海、宁波之间，相距98.5公里，内口则向西85公里上溯海盐澉浦，宽度只有19.4公里，再溯江而上由于河床抬高，潮水逐步抬高。从杭州湾外到钱塘江口的潮水的涨落差距从约3.6米陡增至7.6米，到农历八月十八前后，可以达到10米以上。1949年前的1100年间，平均5年就会发生一次较大的涌潮灾害，使得沿岸的码头、堤坝、桥梁、水利设施、水上交通皆备受考验。:11-13除了涌潮以外，钱塘江流域多暴雨，水位变化极大，一次暴雨所产生的流量可以达到全年径流量的三四成。台风遇到高潮期，可以形成猛烈的风暴潮。虽然江水在六和塔一带只有5-9米深，但流沙可达40余米深，没有稳定的状态。水流遇到建筑物则会加剧冲刷，建筑物建立在流沙之上，最终可能导致建筑物因冲刷而倒塌。:11-15

## 规划历程
《史记·秦始皇本纪》中记载，公元前221年，秦始皇东巡至钱塘江，因为水势险恶，不得不向西行近一百二十里从江面狭窄处通行。到唐朝，有施肩吾对此感慨：“天堑茫茫连沃焦，秦皇何事不安桥？”:11

### 早期规划
1875年9月，胡雪岩请英国、法国、德国的专家到钱塘江边进行实地考察。根据《申报》记载，专家团队初步勘探的费用一千金，皆由胡雪岩支付，选定在六和塔和浦沿之间修筑桥梁，长五百丈（1667米），高八丈（27米），桥柱直径二丈七尺（9米），每洞跨径长度为二十丈（67米）。由通晓华语的英国工程师盘爱文进行设计，费三千金。但此后建桥之事，再无消息。:11-12
在清末民初期间，许多人提出过对杭州钱塘江跨江通道建设的规划。其中较为著名的规划有汤寿潜的《东南铁道大计划》以及孙中山的《建国方略》。1910年6月，《中华新报》上连载了汤寿潜的《东南铁道大计划》，其中汤寿潜描述了一条从衢州出发，最终跨越钱塘江抵达杭州的铁路线路，指出钱塘江南岸流沙和潮水阻碍桥梁建设，故而建议采用轮渡。孙中山在其《建国方略》中对“东方大港——广州线”中提到，计划从乍浦港出发经过杭州后向西南延伸在严州一带跨越钱塘江，但并未说明具体的跨越方式。

### 路线争议
1932年，为了接轨浙赣铁路，钱塘江大桥项目由浙江省建設廳的厅长曾养甫發起并组织人员考察研究。浙江省水利局在考察钱塘江桥址的地质情况后，组织各方专家就轮渡、隧道、桥梁三种通江方案进行深入论证。杭州市政府倾向于在靠近市区的二凉亭建设跨江通道，无论是隧道还是桥梁，主要目的是为了配合市区的发展规划。1932年的《杭州市交通计划说明书》明确提出，钱塘江桥的最佳位置应在二凉亭，这样既方便市区交通，也有利于商务发展。计划建议桥面应适当加宽，不仅铺设铁路轨道，还应设有汽车道和人行道。
由于钱江水浅且沙滩易变，轮渡引桥工程巨大，成本高昂，且维护费用高，时间上也不经济，因此轮渡方案首先被排除。关于隧道和桥梁的选择，当时意见分歧。茅以升作为“桥梁派”的代表，而杨建则代表“隧道派”。
杨建在《市政季刊》1933年第4期发表了《钱江水底隧道计划》，提到在当时的情况下桥梁容易在战争中受损，并从八个方面论述了隧道计划的可行性。1934年1月，杨建代表杭州市政府技正室提交《钱塘江水底隧道计划书——江底隧道与铁桥计划之比较》，面对对隧道成本的质疑，他通过“时间、车资、运输量”进行综合比较，认为隧道在运输能力上强于铁桥，随着人流的增加，这一优势将更为明显。
茅以升作为支持建桥方案的主要代表，在《工程》杂志1934年的文章中详细阐述了桥梁的优势。他指出，钱塘江河床泥沙深厚，虽然桥基需深挖，但隧道若建得过低，两端引道过长，成本将更高。此外，隧道需要通风和照明设施，从同等运输能力来看，隧道的建设和维护成本将远高于桥梁。隧道一旦发生故障，修复将非常困难。从军事角度来看，桥梁也有其防护方法，因此他认为建桥是更经济的选择。

## 设计方案

### 华德尔方案
1921年，北洋政府交通部顾问、美国桥梁专家华德尔考察了长江、黄浦江、钱塘江等地建桥的可能性，特别是于1921年10月12日在杭州对钱塘江建桥进行了实地考察。到了1930年代，随着交通和经济的快速发展，钱塘江上建桥的需求变得更为迫切。1932年底至1933年初，浙江省建设厅水利局进行了为期5个月的地质钻探工作，确认了建桥的可行性，并将相关资料送至华德尔。1933年8月，华德尔完成了钱塘江大桥的初步设计方案。华德尔的设计将钱塘江大桥定为一座集铁路、公路和人行道于一体的单层桁架钢桥，总长1872米，包括2孔的下承式主梁和27孔的上承式旁梁，使用铆钉连接，并采用精钢以减轻桥梁重量。桥墩下则打入长达42.67米的木桩，直至触及坚实土层以承受桥梁重量。这一方案被命名为“华德尔计划”，共需当时银元758万元。
在“华德尔计划”完成之后，1933年8月，浙江省建设厅成立了钱塘江桥工委员会，以进一步研究和修订该计划。委员会对设计进行了修正和补充，包括绘制新的图表，并在1933年10月发布了《钱塘江建桥计划书》。这份《计划书》保留了“华德尔计划”的核心设计思想，提出了将钱塘江大桥建设成为一个平层的铁路、公路和人行道三合一的桥梁，具有1孔的主梁和30孔的旁梁，桥墩的基础采用深入地下42.67米的长木桩。《计划书》中包含了18幅详细的设计图，内容涵盖了路网、桥址选择、地形地貌、江底地质结构、钱塘江的水文情况、江底地形的变化、设计标准、整体桥梁的概览、桥梁的详细构造、桥基的建设方法、主桥结构、桥梁伸缩装置、主桥桥墩、桥基剖面图、承载钢桁梁、桥塔以及引桥等方面的细节。这些设计图由工务员李洙负责绘制，为钱塘江大桥的建设提供了详细的技术依据。

### 茅以升-罗英方案

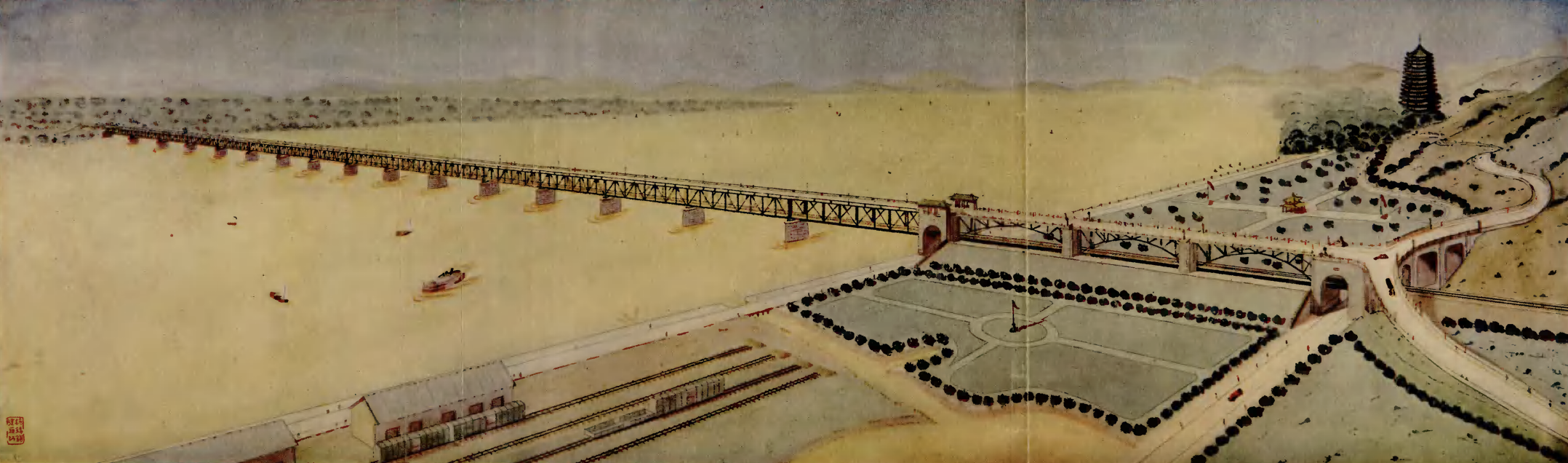
《大桥计划书》中的钱塘江大桥预想图，可见右侧高塔为六和塔，左侧火车站为闸口火车站

经由浙赣铁路局长杜镇远的推荐，曾养甫委任正在天津北洋大学任教的茅以升担任总设计师。1933年3月，茅以升收到杜镇远来信：
浙赣铁路已由杭州通至玉山，一两年后就可通至南昌；全省公路已达三千公里，正向邻近各省联接。无如钱塘江一水，将浙省分成东西，铁路、公路无法贯通，不但一省的交通受了限制，而且对全国国防与经济文化也大有障碍。建设厅长曽养甫想推动各方，在钱塘江上兴建大桥，现在时机成熟，拟将此重任，寄诸足下，特托转达。
1934年，茅以升应邀成为钱塘江大桥工程处的处长，负责该桥梁的建设工作。他与工程技术人员罗英等人共同设计了六套方案，最终确定了一种公铁双层联合桥的设计方案。这个方案不仅外观美观，桥基稳固，而且投资成本相对较低，仅需510万银元，后来又追加了30万银元。
在《计划书》完成之后，茅以升领导的桥工委员会对设计方案继续进行了深入的比较和研究，并在1934年初形成了被称为“第二计划”的新方案。这一阶段的设计方案对原始的“华德尔计划”进行了重大的修改，引入了等距桥孔、降低墩距和提高净空的设计理念，并提出了六种不同桥孔间距的桁架跨度设计方案，以进行比较。最终，为了减少基础工程的难度，决定采用220英尺（约67.06米）孔间的穿架式桁梁设计。“第二计划”初步形成后，正值钱塘江桥工委员会改组为钱塘江桥工程处的时期。1934年3月，罗英先生被邀请到杭州参与工作，经过两个月的连续努力，完成了全部设计。4月15日，工程处在报纸上发布招标公告，8月20日开标并逐步确定了分包方案，11月11日举行了开工典礼。在开工典礼上公布的《钱塘江桥工程说明》和《钱塘江桥筹备报告》被视为钱塘江大桥设计方案的最终版，“第二计划”。这个最终版在招标时的一些细节上做了微调，并结合了钻探结果和施工方案，使得整个设计更加完善。
在“华德尔计划”及其后续《计划书》中，设计者采取了主梁和旁梁的结构形式，在江中预留了通航孔，用83.21米（273英尺）的下承式主梁提升了通航净空，而30.48米（100英尺）的上托式旁梁则没有预留通航高度。主梁的跨度和净空均大于旁梁。在“第二计划”中，一个显著的变化是将所有桥孔的长度和高度设为相等，使得桥孔尺寸一致，并提出了六种不同长度桥孔的设计方案供选择。
茅以升和罗英对将桥孔跨度设为等长的原因进行了论述，主要考虑包括：
1. 航路考虑：钱塘江河道变迁不定，为预防河道变化限制固定通航孔，设计时考虑到了河道的不确定性。
2. 经济考虑：桥梁每一孔结构一致可减少经费，更为经济。
3. 施工考虑：钱塘江大桥的钢梁在英国统一制造后运至桥址，等长的钢梁便于统一制造和安装，便于战后维修。
4. 美观考虑：等长的桥孔构造统一，视觉效果简洁美观。
5. 桥孔等长的设计也与当时的战争背景和国防需求紧密相关，考虑到了桥梁在遭受破坏后的快速修复能力，这是设计中不可忽视、甚至重于经济考量的一个重要因素。

在“第二计划”设计中，所有桥孔等跨的需求对桥基钻探和基础施工提出了明确要求：为实现每个桥孔中架设等长的钢梁，需要确保桥墩间的距离保持一致。1934年4月，桥工处成立后进行的钻探工作发现，钱塘江底部南北两侧各有一层相对平稳的石层，这为建造等距离桥孔提供了地质基础。特别是在第6号和第7号桥墩之间的石层突然变斜，这表明如果这两个墩的建造可以在预定位置顺利完成，那么它们之间的第7个桥孔也能保持与其他桥孔相同的长度。墩基的建造方案是依据“第二计划”的桥梁设计和1934年钻探结果而定，北段的墩基直接建在石层上，而南段的墩基则建在基桩上，这两种方式均采用统一的建筑方法，确保了桥孔尺寸的统一性，同时两种墩基建造的成本相差不大。
针对全桥设计的更新需求，除了桥孔等跨的问题外，桥工委还考虑到净空和墩距可适当降低。原计划中墩距至少85米，但钱塘江水浅，未来舟楫通过不需太宽的墩距；因此，墩距最终修改为50米。桥身距水面的净空原计划为10.5米，后调整为9米。基于新的设计原则，旧的“华德尔计划”不再适用，需另拟全桥设计。茅以升领导的桥工委员会提出了包括“华德尔计划”在内的7种全桥设计方案，最终选定了67.06米（220英尺）孔间距的方案。提出的6种新方案，涵盖了单层与双层、简支梁与翅臂梁等多种桥梁形式，供比较选择。最终选定的方案采用216英尺跨度的双层华伦式铬钢桁梁，经济性由统一的材料价格比较得出。在材料选择上，除了考虑碳钢，还将铬钢纳入计算，其具有更优的力学性能，但成本更高。通过综合比较，确定220英尺为最优桥孔距离，并选用铬钢材料。这一决策吸收了“华德尔计划”中使用精钢减轻重量的思路，最终设计中桥梁主要部分采用铬钢，而为降低成本，小部件仍选用碳钢。

## 前期工作

### 筹资
因为当时几乎没人相信中国人能在钱塘江上建桥，筹款时，曾养甫声称造桥方案是基于华德尔方案，而不是茅以升、罗英的方案。为筹措资金，预定桥成后对过桥的火车和汽车和乘客及货物征收过桥费，为此向银行借款，预计至多10年即可偿还本息。浙江省政府首先得到浙江兴业银行董事长叶景葵的赞助，由兴业等这五家银行，以全桥财产作抵共借200万元。剩余100万元由全国经济委员会补助，200多万元由导淮委员会把他们分得的中英庚款董事会借款。浙江省建设厅筹款完成后，宣布钱塘江大桥“完全是我们国人自行设计的”。

### 招投标
大桥的建设分包给多家公司，展开公开招投标。1934年8月22日，在杭州新新饭店开标。一共收到标单17份，其中本国9家、外商8家。4家中标的承建商中，两家是外国的，两家是中国的。北岸引桥及公路路面由中国的东亚工程公司承办，南岸引桥由中国的新亨营造厂承办，引桥钢梁由德国的西门子洋行负责，正桥桥礅由丹麦的康益洋行承办，正桥桥梁由英国的道门朗公司承办。

## 施工过程

### 计划变更
1934年8月8日，大桥开始动工。动工后，曾养甫提出必须缩短工期，原计划的两年半过于漫长。考虑到国际形势的不确定性和中日局势的紧张，他认为大桥的早日完工至关重要。当时尚未与承包商签约，曾养甫建议即使提高工程费用也要将工期从两年半缩短至一年半。桥工处随后开始与各包商洽谈，要求缩短工期，各包商均表示这一要求难以满足，要求先签订合同预付工款以及将开工日期推迟，曾养甫最终亲自出马，经过通宵商讨，康益洋行同意在400天内完成正桥桥墩的15座建设，并当场签订了草约。草签当日即11月11日，第一次世界大战停战纪念日，正式举行开工典礼。在大桥开工典礼的早晨，各方有关人士如铁道部、浙江省政府、银行界及相关人士出席。曾养甫在会上宣布大桥将在一年半内完工。然而原计划中遭遇了租赁民地作为工地等问题，拖累工程进度。实际上大桥直到1935年4月6日才正式开工。

### 打桩作业
建设钱塘江大桥的第一步是打桩，工人们需要打入1440多根木桩。为此，康益洋行在上海定制两艘蒸汽打桩机船，其中多德号打桩机船1935年8月1日出厂，被拖船牵引前往杭州，8月3日遭遇台风沉没于海宁澉浦水域。等到另一条打桩船抵达已经是9月上旬。钱塘江的流沙层厚到三四十米，难以打桩。打桩机接连几次都将木桩打断，一晚上只打了一根桩，势必造成工期延误。为确保木桩穿透流沙层直达岩石层，茅以升团队特制了江上测量仪器，精确确定木桩位置，团队使用“射水法”用水管在流沙中冲孔，冲出深孔后迅速插入木桩，再用蒸汽锤施打至固定。经过试验发现有效，一晚上可以打三十个桩，由此加快了建设速度。

### 沉箱施工
打桩结束之后，需要在木桩上安放沉箱。每个沉箱是无盖、无底的长方形箱子，长约18米，宽约11米，高约6米，重约600吨。在闸口工地制成后，浮在江面，用拖船拖拽向预定位置。为了加快速度，茅以升设计了流程，一边水里打桩，一边在岸上造沉箱，并准备安装沉箱。安装施工采用“气压沉箱法”，下沉后形成工作空间，通过高压空气排水供工人作业。完成后，沉箱成为桥墩的一部分，沉入江底。钱塘江水势湍急，大桥所用的一个沉箱在固定时因潮汐飘向下游闸口电灯厂附近江面，后又因为风暴潮，飘向上游之江大学附近江面，退潮后又向下游浮去，撞坏南星桥码头。自此，由4个500公斤铁锚改用10个10吨重的混凝土锚固定，并用“射水法”埋入泥沙6米深处。

### 钢梁组装

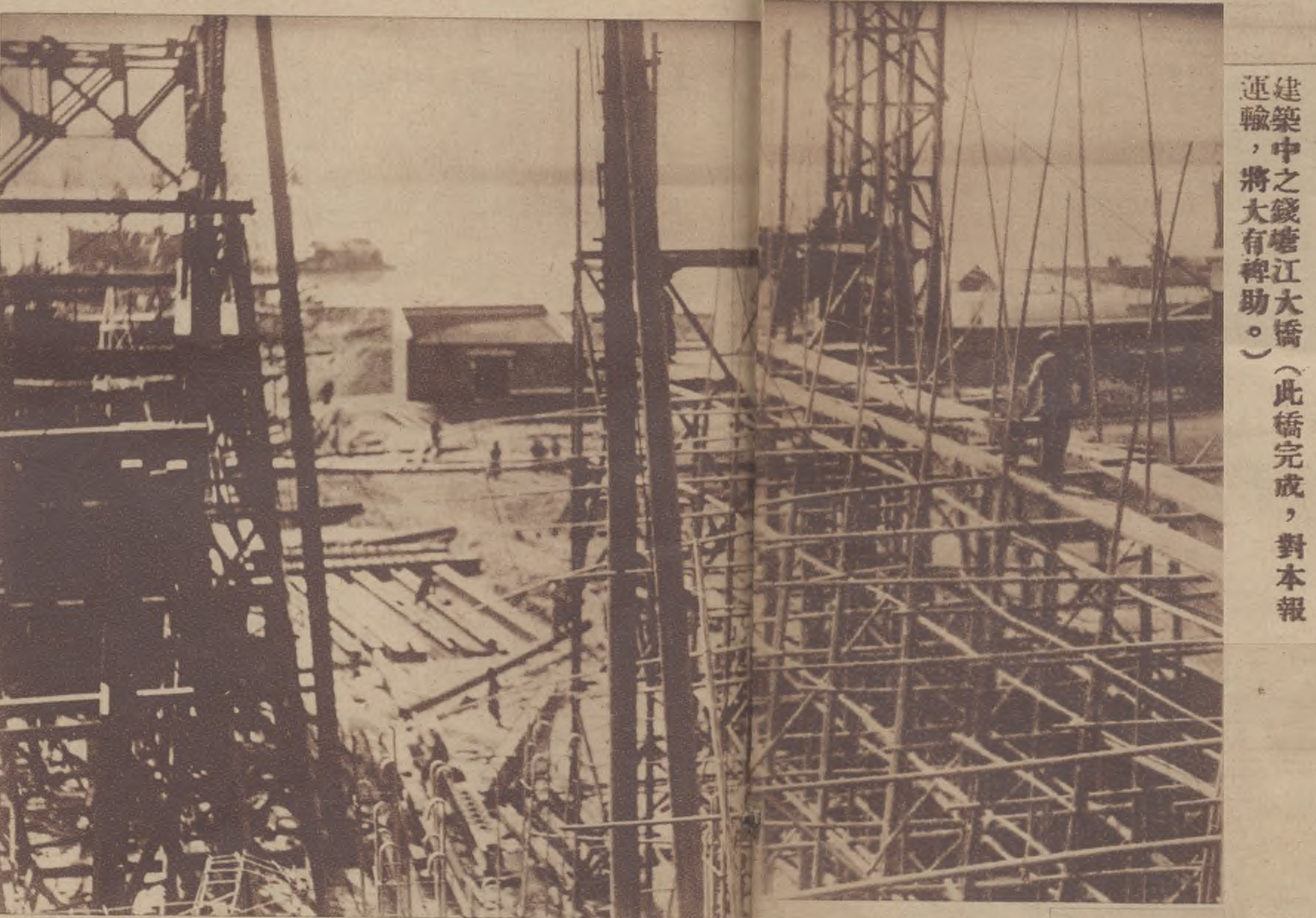
建築中之錢塘江大橋（1937年《东南日报》刊载）

大桥的钢梁在英国制造完毕后，拆散用轮船运到上海吴淞口，经沪杭铁路送到闸口工地组装。传统的“伸臂法”，是要等所有桥墩施工完成后，钢梁从两岸逐步深入江心组装合拢。然而因工期缩短，桥墩施工的顺序被打乱，无法等到桥墩按照顺序全部建好后再安装，故而通过请教熟悉钱塘江水文规律的人士，采用“浮运法”架设钢梁，潮涨时用船将钢梁运至两墩之间，潮落时钢梁便落在两墩之上，即利用江潮涨落在桥墩上架设钢梁。这样便可以每安装完两个桥墩便开始安装中间的钢梁。
1937年6月1日，开始组装钢梁。1937年七七事变后，茅以升在14号桥墩已经预留了一个大洞，准备炸毁桥梁。8月13日，爆发淞沪战役，铁道部和浙江政府都严令赶工。1937年8月14日，日军空袭施工中的钱塘江大桥，三架日本飞机飞来投弹，但都投入江中，并未对桥体造成伤害。当天，工程总监李文骥等人正在江底的沉箱里施工，岸上的施工人员在躲避空袭时，切断了沉箱的电源，险些令沉箱里的人员丧命，幸而施工人员在空袭结束后及时返回并恢复了供电。中华民国空军在杭州上空与日军展开激战，保卫了施工的安全。最终。历经3年零2个月的建设，躲过日军多次空袭，钱塘江大桥于1937年9月26日完工。

## 使用历史

### 战时使用

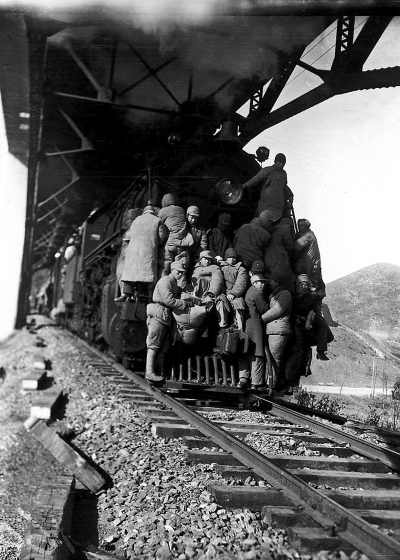
1937年，难民通过钱塘江大桥

1937年9月26日，铁路部分率先通车，大批军火物资由此送往正值淞沪会战的上海前线。为预防日本袭击，大桥公路部分并未第一时间开放使用。1937年11月16日，国防部派人到钱塘江大桥工程处，指示准备炸毁桥梁。故而将炸药放在预留的空洞内，然后再将引线从炸药处引至南岸的一所房子里。11月17日，因逃难渡江的人太多，渡船不敷使用，出现翻船事故，浙江省政府要求立即开放桥梁，以便人员渡江逃难。自此，大桥每日均人满为患，共有100万人经过大桥逃难，期间通行桥梁的火车司机被要求不得清理炉灰。

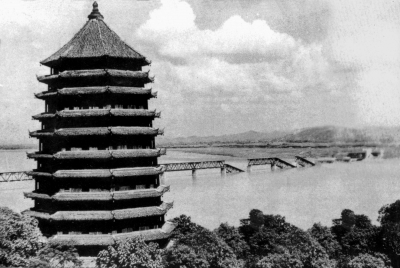
被炸毁的钱塘江大桥

攻占南京后，日军于12月16日兵分两路夹攻杭州，意图抢占钱塘江大桥。伊东政喜指挥的日军101师团，沿沪杭铁路西进南下。12月20日，牛岛贞雄指挥军队从孝丰的告岭翻越天目山，遭遇中国军队176师阻击，12月22日改道攻击安吉。当日，有300多辆火车、2000多辆客货车通过钱塘江大桥撤退。23日，牛岛贞雄师团侵占余杭，逼近钱塘江大桥。下午1时，国民政府下达炸桥命令，但因为桥上逃难的人太多，无法执行，至下午5时已见先头日军先头骑兵方才炸毁。12月25日，联想到大桥总工程师罗英在建桥时写对联的上联“钱塘江桥，五行缺火”，茅以升写下《别钱塘》，其中写道：
斗地风云突变色，炸桥挥泪断通途。五行缺火真来火，不复原桥不丈夫。
日军侵占杭州后，着手修复钱塘江大桥，1940年9月起正式开工，先是在坠落江中的五孔钢梁上，架设军用木桥面，接通公路，单向通行汽车，1943年1月竣工。1943年底，修理炸毁的桥墩及钢梁。1944年3月28日，抗日游击队趁着夜色潜到5号墩下，用炸药炸碎了5号墩，以拖延维修进度。1944年10月10日，铁路桥修通，并在17日正式通车。1945年2月4日凌晨三点半，6号墩被抗日游击队炸毁，经10余天勉强修通铁路桥，列车在通过6号墩时，还须用人力徐徐推运。日军并没有对桥梁进行彻底修复，部分桥梁杆件出现弯曲和扭曲的情况。

### 战后维修
1946年春，茅以升返回杭州，主持修桥工作。为此，他还邀请了在美国的赵燧章工程师回国。主持复桥期间，茅以升写下了《钱塘江桥工程记》，回顾了造桥历程，列名建桥作出贡献和因公殉职人员，并立碑为记。1946年9月开始对大桥进行临时修复。当月，铺设临时木质公路桥面，以单向通行汽车。1947年3月1日，成立钱塘江桥管理所，正式开放公路桥面，收取车辆通行费，作为桥梁保养经费之用。因桥面栏杆尚未修复，故而禁止行人通行。

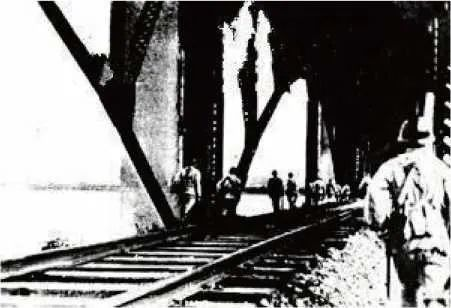
1949年5月3日62师占领钱塘江大桥

1949年4月，解放军第三野战军第七兵团进攻杭州，5月2日攻占余杭，5月3日占领桥北制高点。解放军攻占杭州当日，国军在大桥第5孔钢梁下放置了炸药，再次炸断大桥。事前，桥工林正法已经通过自筹100块银元，贿赂国军工兵，以期尽量保护大桥。因此炸药量不多且远离要害部位，只炸毁了一小段铁路桥面和木板公路桥面。大桥争夺战后，赵燧章自发带领40名桥工赶到现场进行抢修，至5月4日12时顺利修复，解放军亦自筹100块银元慰劳。1949年9月，大桥转由上海铁路管理局接管，继续进行修复。1950年2月，中华民国空军轰炸杭州，炸断大桥悬挂在钢梁上的钢丝绳，导致为修复5号桥墩浇筑的沉箱沉入江中。1953年9月，完成全部修复工程。1954年3月，正式恢复使用。
此后，钱塘江大桥并未对技术上的大修。1954年3月，改由上海铁路局杭州铁路工务段负责日常养护和维修，大桥的维护工作包括日常检查钢轨、枕木、螺钉和桥梁关键部位，每月检查大桥支座、钢结构和桥面状况，定期保养螺栓、护木、桥枕，并每2至3年对大桥进行一次维修。1970年11月4日，钱塘江大桥再次大修，用千斤顶实施钢拱复位，用来矫正公路桥伸缩缝。2000年，曾进行过一次规模最大的维修，仅更换了公路桥的桥面板。2019年10月23日至10月25日，因沥青路面整治工程封闭施工，禁止机动车通行。

### 风险事故
自大桥通车后，已发生多次超高船只碰撞桥下结构的事件。特别是正十三孔的一处结构因撞击出现弯曲。同时，还出现了多次非铁路人员闯入铁路专用区域的情况，这在严重时影响了列车正常运行，对大桥的铁路运营安全管理造成挑战。
1966年10月10日凌晨，守卫钱塘江大桥的解放军士兵蔡永祥，为了阻止圆木阻塞铁道，引发桥毁车翻、人员伤亡的事故，鸣枪示警，冲向圆木，因此牺牲，年仅18岁，死后军队追记一等功，并授予革命烈士称号。

### 用量统计
至1992年4月1日钱江二桥通车前，钱塘江大桥一直是钱塘江上唯一的桥梁。随着时间的推移，大桥的交通量显著增加。1978年，每天约有3000辆机动车通行；到1983年，这一数字增至7000多辆。进入21世纪后，日均通行汽车接近3万辆，火车约140列。钱塘江大桥经过电气化改造后，开行的动车组时速提高到160公里，能够承载重达40吨甚至60吨的汽车。2013年后，钱江铁路新桥建成通车，每天可通行列车408对列车，钱塘江大桥功能日益弱化，目前每天通行30多对普速列车。

## 结构工程

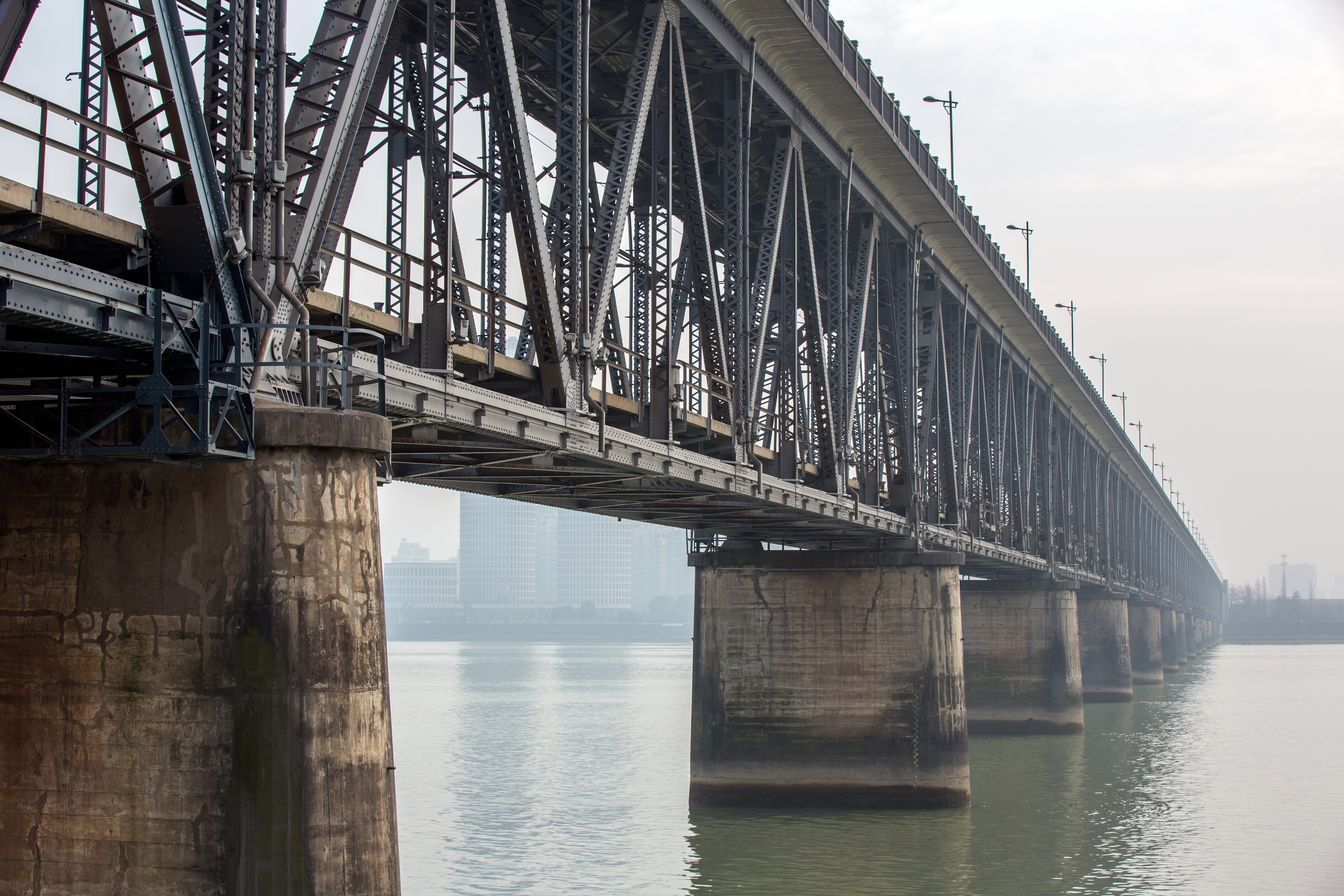
錢塘江大橋桥墩

钱塘江大桥设计寿命50年，现已超期服役。它是中国自行建造的第一座公路、铁路两用双层桁架梁桥。

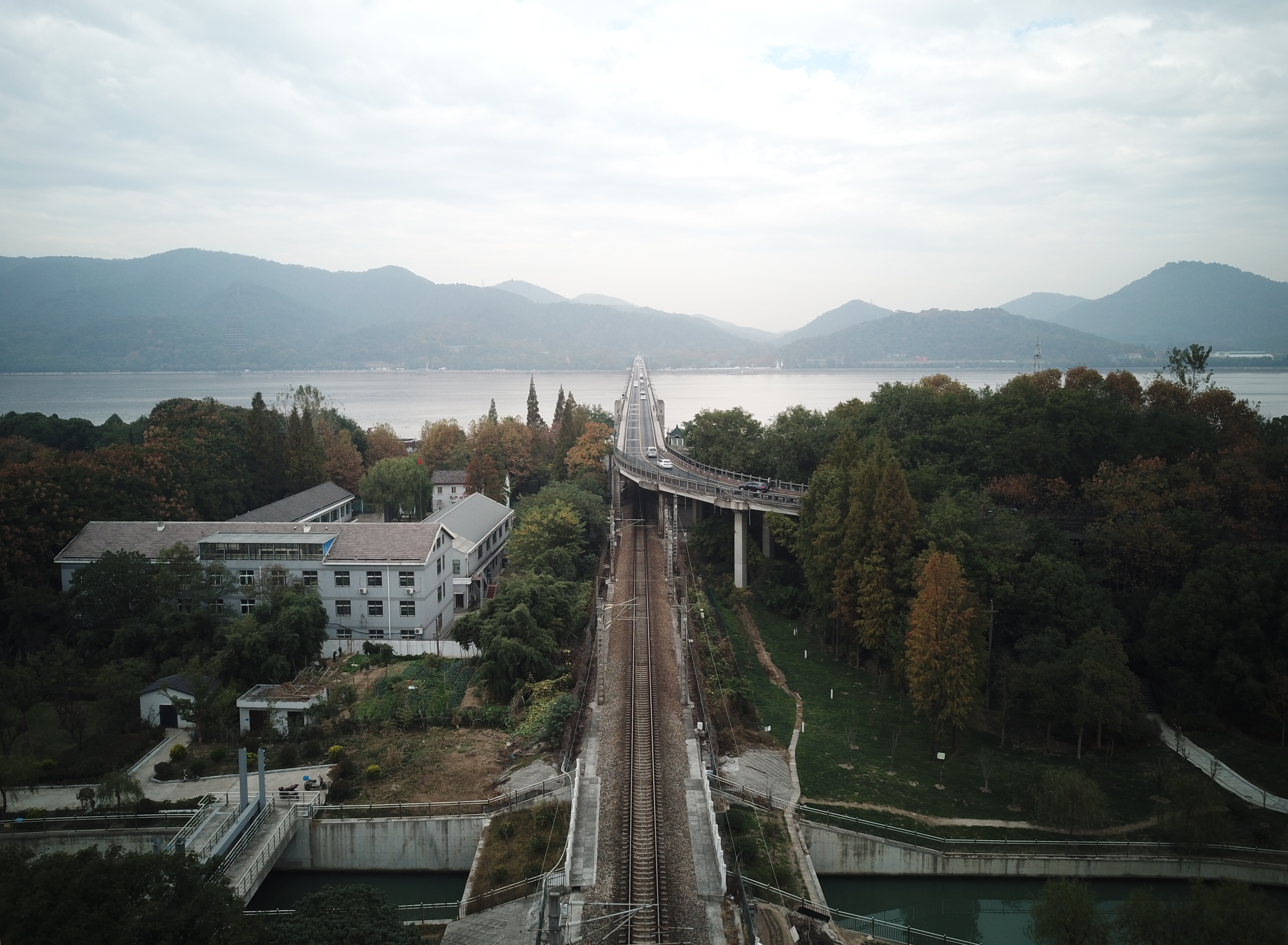
钱塘江大桥引桥部分

桥梁包括正桥和引桥两部分。正桥由16个孔组成，每个孔长67米。北岸引桥长约235米，由两座18至25米的平台、三座50米的拱桥和四座9.5米的框架桥组成。南岸引桥长91.5米，由一座15米的平台、一座9米的平台、一座50米的拱桥和两座9米的框架桥组成。路面和桥礅采用钢筋混凝土建筑，桁梁使用钢和炭钢。江心正桥的15座桥礅中，北岸第一座采用就地浇筑沉箱法，其余14座因江底地质而采用浮运沉箱法。
桥梁采用双层式设计：上层为公路，下层为铁道。引桥设计包括南北两端各设立一个双层平台，下层铺设铁路轨道，上层承载公路。两个平台之间通过三孔拱桥连接，支撑公路，而铁道则设在桥下的填土台上。桥面全宽9.94米。上层为公路桥，长1453米，公路宽6.096米，两侧各设有1.5米宽的人行道。下层铁路桥长1322.1米，单线行车，铁道净空高6.096米、宽5.182米。
北岸公路则通往湖滨，北端的公路分叉成Y形，向山坡延伸并接入杭富公路。连接两平台和山坡间的是两孔混凝土框架桥。铁路在进入北端平台时转弯，出台后，绕过虎跑山谷和乌芝岭，连接沪杭铁路。南岸引桥因地势平坦，布置相对简单，虽有两个平台，但仅由一孔拱桥连接。南端公路单线直达，通过两孔混凝土框架桥直通萧山，铁路同样穿越平台连接至主轨道，并与浙赣铁路、沪杭甬铁路衔接。

## 日常维护
为提升监控效率并实时监测大桥状态，大桥装配了32个视频监控摄像头，实现对铁路轨道和桥墩的全天候实时监控。特别地，在通航孔的钢结构下方也设置了摄像头，能够实时记录船舶通过的情况，以便在发生碰撞时迅速发现。此外，监控系统与当地海事机构建立了紧密协作，保障紧急情况下能够即时响应。该系统通过全面、多角度、高清的视频监控，实现了对桥梁运行状态的24小时监视和实时预警。
大桥使用的是明桥面钢梁桥构造，桥面铺设了2883根木桥枕。每年都需要更换因劣化到A1级及以上的木桥枕。传统上，制作桥枕主要依赖手工操作，每根桥枕的制作时间约为80分钟，且由于桥枕较为笨重，通常需要两名工人协作进行搬运，导致工作效率相对较低。为提高生产效率，中国铁路上海局集团有限公司杭州工务段车间自行研发了一款木桥枕刻槽机，该机器能够通过三维传动的移动装置自动完成桥枕刻槽工作。使用前，操作员需将桥枕上盖板的数据输入刻槽机，随后机器便能根据预设自动完成不同规格上盖板的刻槽作业。该刻槽机主要由工作台架、龙门架切削装置、钻孔设备、液压系统和电气控制系统等组成。采用刻槽机进行作业不仅可以减少工人操作中可能出现的伤害，而且大幅提升了工作效率。目前，利用刻槽机制作一根桥枕的时间仅需30分钟。
为了评估桥墩基础的状况，过去常需摸探工人工潜水进行检查，这是一项历史悠久的专业工作。每次下水，摸探工需穿戴重达70公斤的潜水装备，绑上绳索后下水，在深达数十米的钱塘江中，手摸桥墩周围以了解水下冲刷情况。这种方法不仅对摸探工身体造成伤害，还因为水下能见度低，难以保证检测结果的准确性。为改善这一状况，目前已采用三维声呐与多波束水深测量技术对桥墩基础进行检测。使用这些技术，检测设备被安装在船上，船只围绕桥墩航行时，通过三维声呐技术收集桥墩立体数据，并将数据传输至电脑处理，生成桥墩的三维影像图。这种方法能直观显示桥墩状态，有效判断其安全状况。
针对大桥杭州方向北侧超过10米高的深路堑地段，近年发生的石块滚落至铁路内部的事件，对铁路运输安全构成威胁。为防止路堑变形和落石，铁路部门在路堑顶部安装了主动和被动防护网，有效阻止了落石。然而，对于滑坡、泥石流等地质灾害，仅靠防护网的措施不足以全面预防。北斗防灾预警系统补充了传统防护的不足，构建了一个综合预警体系，对重点监测区段进行事前警报。该系统通过采集、解析监测数据，并运用预警模型，根据地质状况进行多维度分析，计算预警结果。铁路北斗灾害监测站配备了传感器、数据采集网关、集成机箱、太阳能供电和北斗数据传输终端等，监测位移、降雨、土壤水分和水位等关键指标。

## 纪念与保护

### 衍生文化

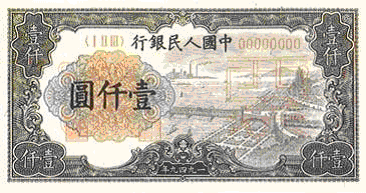
第一套人民币中的钱塘江大桥图

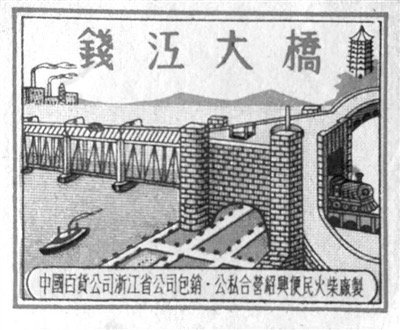
公私合营绍兴便民火柴厂所生产的火柴盒封面

钱塘江大桥建设初期，对全国招股3000股，股票票面上即为钱塘江大桥构想图。1949年发行的第一套人民币将钱塘江大桥用作1000元面额图。杭州火柴厂则将钱塘江大桥作为火柴盒封面。

### 文物保护
自1990年代，为了保护钱江一桥，已经禁止货车通行。2005年3月26日，浙江省人民政府将钱塘江大桥列为第五批省级文物保护单位。2006年，钱塘江大桥被国务院列为第六批全国重点文物保护单位。钱塘江大桥公路桥护栏被撞开3米多的口子，杭州园文物监察支队的工作人员表示，此次事故造成的大桥护栏损坏属于2001年桥梁大修时新设的一部分，属于市政设施，并不是文物的原件，当夜即会修复。2019年，杭州市人民政府将9月26日，即钱塘江大桥的铁路桥通车日，定为“工匠日”。2021年，钱塘江大桥入选杭州“十大代表性历史文化建筑”。

### 纪念馆
钱塘江大桥纪念馆位于钱塘江大桥北岸西侧引桥附近，由上海铁路局、杭铁分局和杭铁工务段共同出资建造。该馆占地面积约1700平方米，内设3个展厅。馆内收藏了70多件与建桥、修桥相关的实物，以及茅以升的手稿、著作和他使用过的办公生活用品共40余件。钱塘江大桥纪念馆于1999年12月14日对外开放。

### 影像档案
在钱塘江大桥建设过程中，实施了全程实时记录的摄影工作，跨越三年时间，详细跟踪记录了工程进展。西南交通大学图书馆收藏了由茅以升赠送的三册摄影集，分别于1936年5月和1937年5月出版，覆盖了大桥建设的主要阶段。第三册因抗战爆发和桥梁的炸毁未能出版。上海铁路局保存有超过4000张茅以升移交的工程底片，由退休馆员扫描保存，这些影像资料记录了大桥工程的全面场景。茅以升在1981年的回忆录中提到，为记录工程经验，除了书面记录外，还拍摄了工程进展的电影。杭州工务段保留的资料显示，工程电影片共60卷，详细记录了各类工程进展，并分为12个类别进行系统整理，作为工程教育材料。
工程电影记录了钱塘江大桥建设的全过程，内容分为12个专题类别：基础木桩、混凝土、浮运沉箱、钢板桩围堰、气压沉奠、钢梁安装、特别事项、护墩、南岸引桥、全桥概观及北岸引桥和公路桥面、开口沉箱、混凝土桩。除此之外，还包括三卷特殊内容：开工典礼、开工至竣工过程、道门朗公司制造的钢梁。铁道科学研究院保留有一份记录1934年11月11日钱塘江大桥开工典礼的4分钟电影短片，由茅玉麟获得，是铁道科学研究院保留的唯一影像资料。上海铁路局科技委员会和铁道部科技情报研究所出品有54分钟长的《钱塘江桥工程》电影，由茅以升亲自审定，王同熙作技术顾问，剪辑葛顺根，录音袁东洲，完成于1981年，但从未进行过公开放映，保存在上海铁路局。
1975年起，茅以升及其女儿茅玉麟、参与大桥建设的李文骥工程师的女儿李希等陆续将与钱塘江大桥设计建造相关的档案捐赠给浙江省档案馆。这批档案包括钱塘江桥筹备、设计、施工过程中的文书档案、工程图纸、工程照片以及相关的中外出版物和声像档案。2002年，钱塘江桥工程档案入选第一批《中国档案文献遗产名录》。

## 逸事
1951年秋，周恩来主持会议讨论武汉长江大桥筹建方案，邀请茅以升参加，并嘱咐：“你有造钱塘江大桥的经验，希望你对这座大桥多多出力！”1980年代，茅以升多次向国务院提出建议，尽快修建第二座钱塘江大桥，并提出建造方案，最终促成了钱江二桥的建成。